# Austin A110
Austin A110 – samochód osobowy klasy średniej-wyższej produkowany przez brytyjską firmę Austin w latach 1961-1968. Dostępny jako 4-drzwiowy sedan. Do napędu użyto silnika R6 o pojemności 2,9 litra. Moc przenoszona była na oś tylną poprzez 4-biegową manualną lub 3-biegową automatyczną skrzynię biegów. Samochód został zastąpiony przez model 3-Litre. Powstało 26105 egzemplarzy modelu.

## Dane techniczne

### Silnik
- R6 2,9 l (2912 cm³), 2 zawory na cylinder, OHV
- Układ zasilania: dwa gaźniki
- Średnica cylindra × skok tłoka: 83,36 mm × 88,90 mm
- Stopień sprężania: 8,3:1
- Moc maksymalna: 112 KM (82 kW) przy 4750 obr./min
- Maksymalny moment obrotowy: 221 N•m przy 2750 obr./min

### Osiągi
- Przyspieszenie 0-100 km/h: b/d
- Prędkość maksymalna: b/d

## Galeria

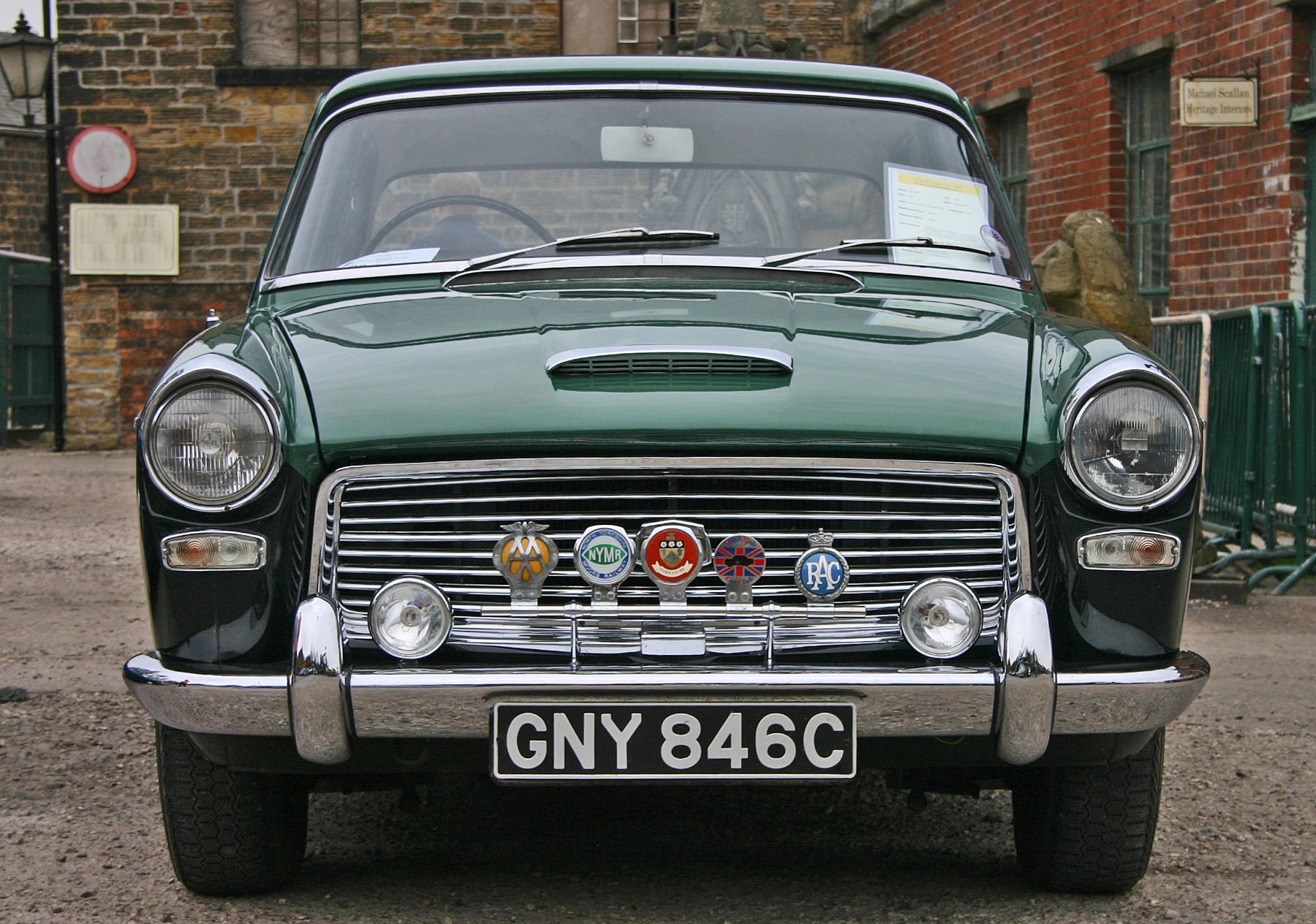
Austin A110 Westminster Mark II — "Farina" Austin
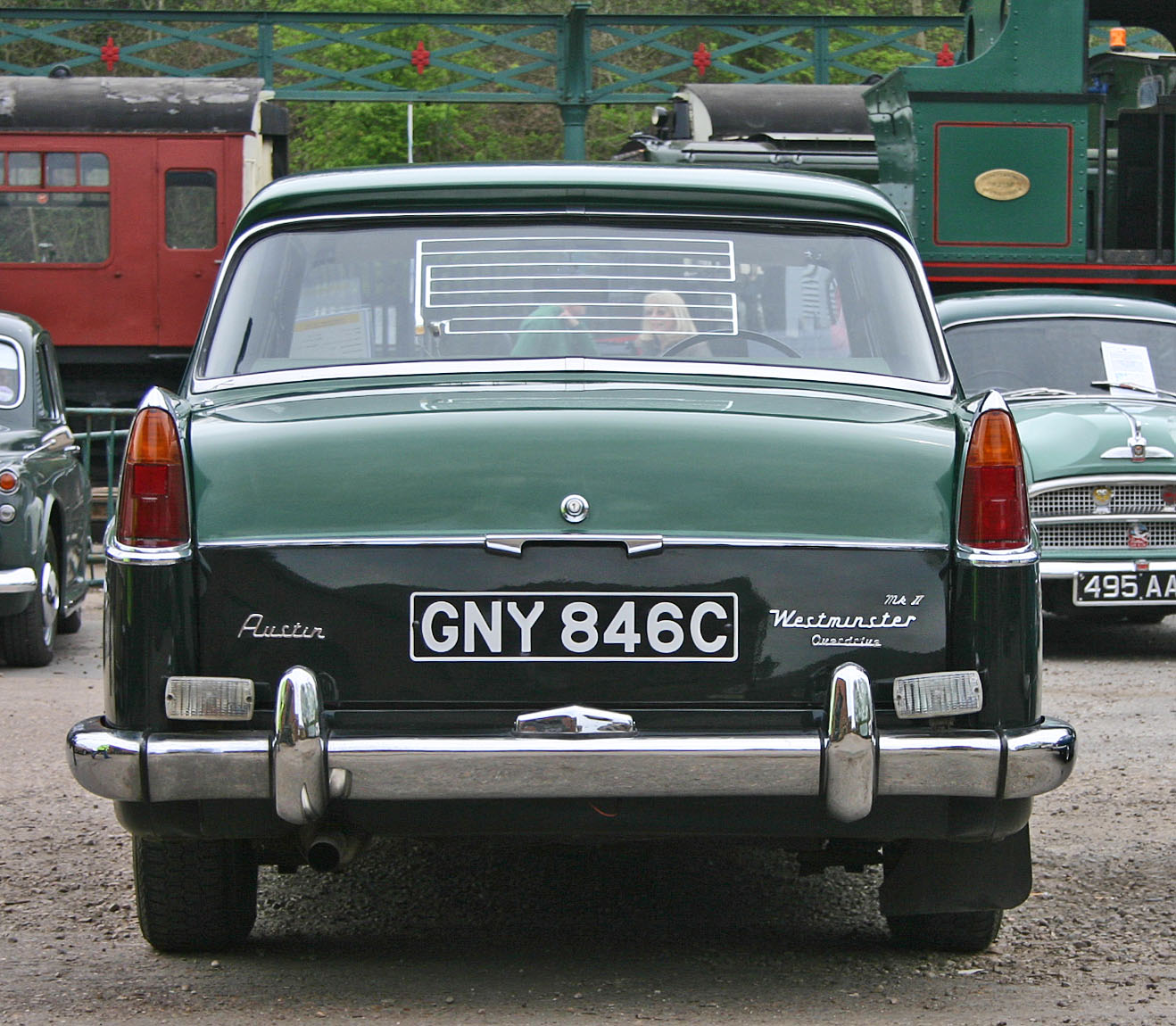
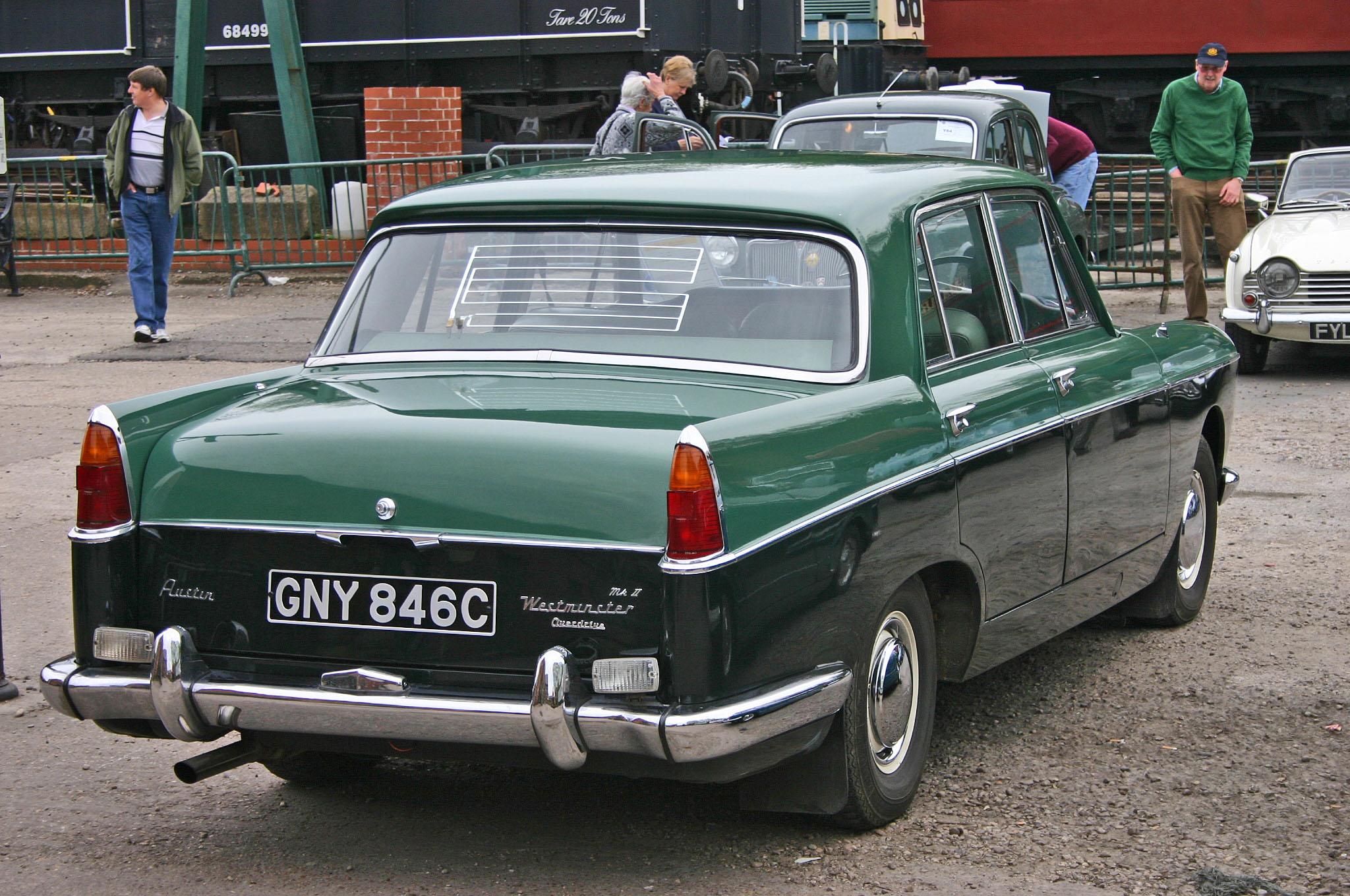